# Burkersdorf (Reinsberg)
Burkersdorf ist ein zur Ortschaft Bieberstein gehöriger Ortsteil der Gemeinde Reinsberg im Landkreis Mittelsachsen (Freistaat Sachsen). Er wurde am 1. Juli 1950 nach Bieberstein eingemeindet, mit dem er am 1. März 1994 zur Gemeinde Reinsberg kam. 

## Geografie

### Lage
Burkersdorf liegt im östlichen Ausläufer des Erzgebirgsvorlandes, zwischen der Freiberger Mulde im Westen und der Bobritzsch im Osten.

### Nachbarorte
| Obergruna       |                                             | Bieberstein             |
| Kleinvoigtsberg | Kompassrose, die auf Nachbargemeinden zeigt |                         |
| Hohentanne      | Teichhäuser (zu Rothenfurth)                | Gotthelffriedrichsgrund |

## Geschichte
Burkersdorf wurde im Jahr 1350 als „Burkhartstorf“ erwähnt. Die Grundherrschaft über den Ort lag beim Rittergut Bieberstein. 1349 war sie unter beide Biebersteiner Güter geteilt. Burkersdorf gehörte bis 1836 zum kursächsischen bzw. königlich-sächsischen Kreisamt Meißen. Der Ort lag im äußersten Südwesten des Amts, die Freiberger Mulde bildete die Grenze zum Amt Nossen. Ab 1836 gehörte Burkersdorf kurzzeitig zum Kreisamt Freiberg. 1856 wurde Burkersdorf dem Gerichtsamt Nossen und 1875 der Amtshauptmannschaft Meißen angegliedert. Der Nachbarort Gotthelffriedrichsgrund wurde am 1. Oktober 1934 eingemeindet.
Die Eingemeindung der Gemeinde Burkersdorf mit seinem Ortsteil nach Bieberstein erfolgte am 1. Juli 1950. Durch die zweite Kreisreform in der DDR kam Burkersdorf als Ortsteil von Bieberstein im Jahr 1952 zum Kreis Freiberg im Bezirk Chemnitz (1953 in Bezirk Karl-Marx-Stadt umbenannt), der ab 1990 als sächsischer Landkreis Freiberg fortgeführt wurde.
Am 1. März 1994 wurde die Gemeinde Bieberstein mit ihren Ortsteilen Burkersdorf und Gotthelffriedrichsgrund nach Reinsberg eingemeindet. Sie bildet seitdem eine von fünf Ortschaften der Gemeinde Reinsberg. Seit 2008 gehört Burkersdorf zum Landkreis Mittelsachsen. 